# Новоклюквино
Новоклюквино — упразднённая деревня в Октябрьском районе Челябинской области России. Входила в состав Октябрьского сельсовета. Исключена из учётных данных в 1985 году.

## География
Располагалась юго-западнее болота Тавдинского, у безымянного пересыхающего озера, на расстоянии примерно 2,5 км по прямой к северу от деревни Жохово.

## История
По данным на 1926 год деревня Ново-Клюквина состояла из 62 хозяйств. В административном отношении являлась центром Клюквинского сельсовета Кочердыкского района Челябинского округа Уральской области.
По данным на 1970 год входила в состав Октябрьского сельсовета. В ней размещалось бригада колхоза «Рекорд».
Исключена из учётных данных решением Челябинского облисполкома от 30 декабря 1985 года № 573.

## Население
| 1970 | 1977 | 1983 |
| ---- | ---- | ---- |
| 314  | ↘63  | ↘6   |

По переписи 1926 года в деревне проживало 314 человек (143 мужчины и 171 женщина), в том числе украинцы составляли 96 % населения, русские — 4 %.